# 元禄検地
元禄検地（げんろくけんち）は、江戸時代前期に行なわれた検地。歴史学上、5代将軍徳川綱吉治世の天和年間（1681年 - 1684年）以後の幕領の検地はすべて「元禄検地」として扱われる。

## 概要
徳川綱吉政権は、大名の改易・減封や、世襲代官の処罰を多数行い、その後それぞれの領地や支配所の検地で、従来よりも石高を増加させている。検地は、石高にして100万石分という天領全体の4分の1にあたる大規模なもので、中でも元禄8年（1695年）2月21日付で関東郡代の伊奈忠篤の支配地で実施された検地は総石高が40万石（天領の10％）に及んだ。
やり方は延宝検地と同様に、支配地の代官ではなく、近隣の大名または別の代官が実施した。田畑の位付けを細分化し、名請人は小農や小作百姓も検地帳に登録、隠田を摘発し、開墾可能な土地は山林や原野、荒れ地や湖沼地帯をも検地して、台帳に記入して石盛を高めるという方法で行った。武蔵国世田谷の村々では石盛が2-3倍に増加するなど検地は峻烈なものであったが、生産技術が進歩したことによる生産量の増加が石高の大幅な上昇をもたらしたのであった。
元禄10年（1697年）、江戸幕府は「御蔵米地方直し令」を発令し、蔵米取の旗本で500俵以上を受け取っていた者、および知行地の石高と支給される蔵米の合計額が500俵以上の者を、原則として知行取りにすることを決定した。この元禄地方直は、幕府にとって負担の大きい蔵米での給与支給を減らすことによる経費削減や、生産性の高い土地や多額の運上金がある地域を幕府直轄領に組み込むことを目的とした財政の立て直し政策であったが、この地方直と同時に天領や旗本領の大規模な検地が実施された。この時は、旗本領をいったん天領に編入させ、検地を実施して新しい石盛をしてから別の旗本に割り振るなどの作業も行われた。
これらの検地・地方直は勘定頭（勘定奉行）の荻原重秀の主導によって行われた。延宝検地から元禄検地、地方直といった一連の天領の再編成・石高の増加策によって、綱吉が将軍に就任した延宝8年（1680年）から元禄10年（1697年）までの17年間に、石高で108万4250石、年貢量で44万3810石余増加している。その後も多少の増減がありながら、幕領の石高は400万石前後、年貢量で125万石前後を維持した。この「元禄検地」は江戸幕府が行った最後の大規模検地であり、この後、幕末まで天領の石盛は変更されることはなかった。